# دانشگاه برایلان
دانشگاه بر-ایلان (در عبری: אוניברסיטת בר-אילן) نام دانشگاهی دولتی و با گرایش مذهبی در اسرائیل است که امروزه شماری از معروفترین افراد جامعه آکادمیک اسرائیل را در خود جای داده‌است.
دانشگاه بر-ایلان در شهر رمت گن و در حومه شهر تل‌آویو قرار دارد و به همراه دانشگاه تل‌آویو، یکی از دو دانشگاه مهم کلانشهر تل‌آویو است. در سال ۱۹۵۵ تأسیس شد، دانشگاه بر-ایلان دومین مؤسسه آموزش عالی بزرگ اسرائیل است. این دانشگاه دارای ۲۰٬۰۰۰ دانشجو و ۱٬۳۵۰ اعضای هیأت علمی است.
دانشگاه بر-ایلان، یکی از قدیمی‌ترین دانشگاه‌های اسرائیل است که پس از اعلام استقلال اسرائیل، توسط پینحاس شورگین تأسیس گردید. وی گروهی از پژوهشگران یهودی‌الاصل آمریکایی را که دارای گرایشهای مذهبی و سنتی بودند، برای اجرای این طرح به دور خود گرد آورد. مأموریت دانشگاه بر ایلان این است که "سنت یهودی را با فناوری‌ها و دانش علمی مدرن ترکیب کند و دانشگاه در تلاش است که ... ارث یهودی را به همه دانشجویان خود آموزش دهد در حالی که آموزش علمی ارائه می‌دهد." این دانشگاه در بین بهترین‌ها در خاورمیانه در زمینه علوم کامپیوتر، مهندسی، فیزیک مهندسی و فیزیک کاربردی قرار دارد.در سال ۲۰۲۴، دانشگاه یک کمک مالی بزرگ به ارزش ۲۶۰ میلیون دلار دریافت کرد، یکی از بزرگ‌ترین کمک‌های مالی به دانشگاه‌ها در اسرائیل.

## تاریخچه
دانشگاه بر-ایلان ریشه‌های یهودی-آمریکایی دارد؛ در سال ۱۹۵۰ در یک جلسه سازمان میزراحی آمریکایی در آتلانتا در ایالت جورجیا مطرح شد و توسط آقای پینخوس چورگین، یک رابی ارتودوکس آمریکایی و آموزگار، بنیان‌گذاری شد. آقای چورگین از سال ۱۹۵۵ تا ۱۹۵۷ ریاست دانشگاه را بر عهده داشت و پس از وی، جوزف اچ. لوک‌استین به مدت ۱۰ سال (از ۱۹۵۷ تا ۱۹۶۷) ریاست دانشگاه را بر عهده داشت. زمانی که دانشگاه در سال ۱۹۵۵ تأسیس شد، روزنامه نیویورک تایمز آن را به عنوان "پیوند فرهنگی بین جمهوری [اسرائیل] و آمریکا" توصیف کرد. ریاست دانشگاه در سال‌های بعد به ترتیب به ماکس جمر (۱۹۶۷–۱۹۷۷)، امانوئل رکمن (۱۹۷۷–۱۹۸۶)، مایکل آلبک (۱۹۸۶–۱۹۸۹)، ارنست کراوس (۱۹۸۹)، زوی آراد (۱۹۸۹–۱۹۹۲)، و شلومو اکشتاین (۱۹۹۲–۱۹۹۶) رسیده است.
دانشگاه  به نام رابی مئیر بر ایلان (اصلیاً مئیر برلین) نام‌گذاری شده بود، رهبر صهیونیست دینی که الهام بخش تأسیس این دانشگاه بود. او اگرچه در مدارس ارتودوکسی در برلین تحصیل کرده بود، اما معتقد بود که نیاز به یک مؤسسه‌ای است که یک برنامه درسی دوگانه از مطالعات علمی دنیوی و مطالعات دینی تورات ارائه دهد.
مانند بقیه دنشگاه های اسرائیل جمعیت دانشجویان دانشگاه بر ایلان گوناگون است و شامل دانشجویان یهودی و غیر یهودی است.
حداقل پنج درس در مطالعات یهودی برای فارغ التحصیلی لازم است (دانشجویان غیر یهودی می‌توانند به جای آن درس‌های عمومی را انتخاب کنند). این دروس به عنوان دروس علمی مطالعات یهودی در دسترس هستند، همچنین از طریق مطالعات تورات سنتی بیشتر ارائه می‌شوند، که اصولاً توسط "ماخون هاگاواه لتوراه"، که در دهه ۱۹۷۰ تأسیس شده، ارائه می‌شود. "ماخون" یک کولل / بیت مدراش برای مردان و یک مدراشا برای زنان دارد. کولل مطالعات تورایی سنتی با تأکید بر تلمود و حلاکه (قانون یهودی) ارائه می‌دهد، در حالی که مدراشا دروسی در "تناخ" (کتاب مقدس)، حلاکه عملی و محشوه (فلسفه یهودی) ارائه می‌دهد. مدراشا بزرگترین مرکز آموزشی این چنین در اسرائیل است. این برنامه‌ها به همه دانشجویان به صورت رایگان ارائه می‌شود.
دانشکده حقوق دانشگاه بر ایلان در سال ۲۰۰۸ با داشتن میانگین بالاترین نمره در آزمون وکالت اسرائیل با ۸۱.۹ نمره توسط فارغ‌التحصیلان خود، به عنوان دانشکده ممتاز شناخنه شد.

## دانشجویان و دانشکده‌ها

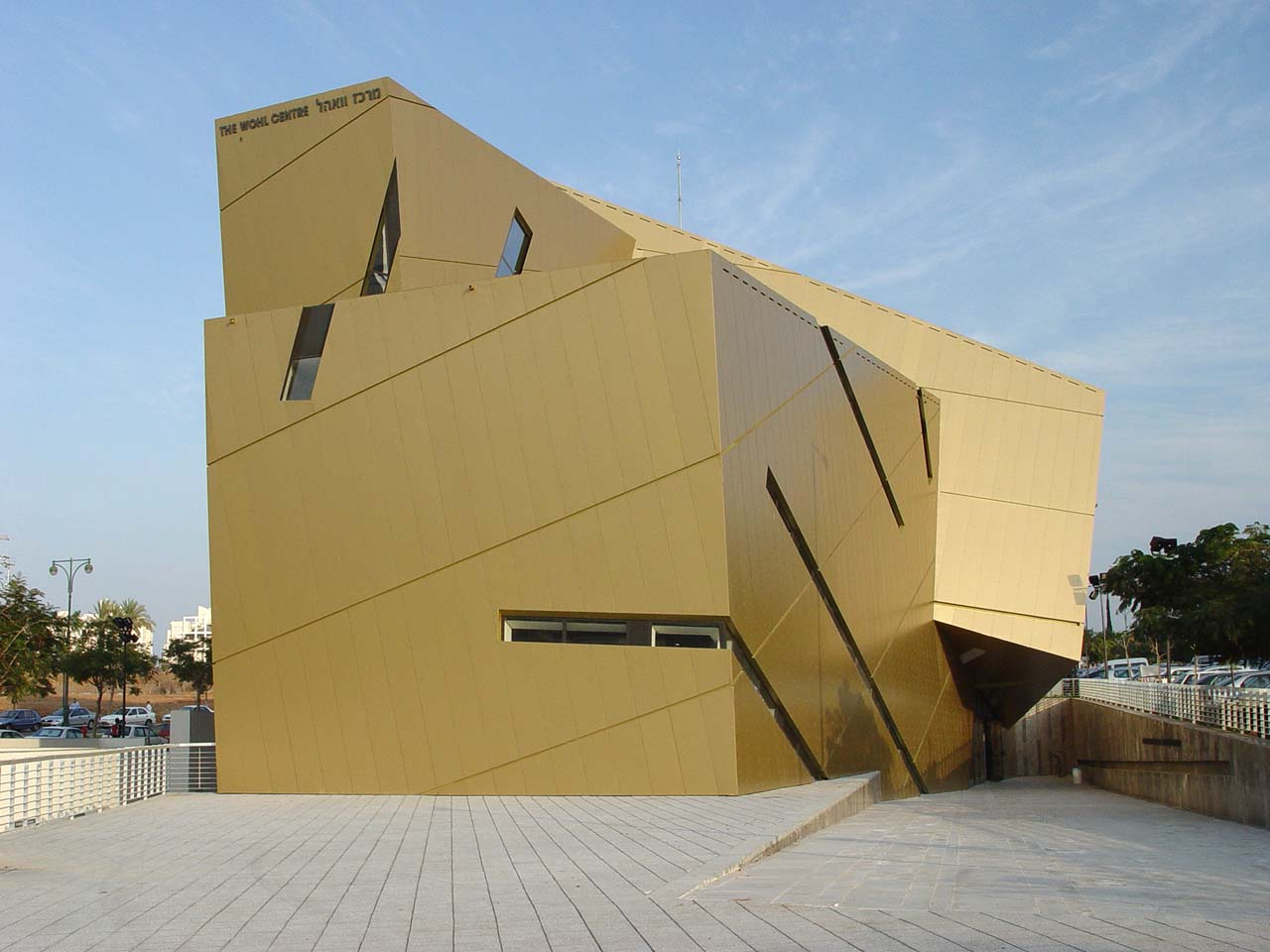
مرکز معماری ووهل دانشگاه برایلان، که توسط دانیال لیبسکند طراحی شده‌است

هم‌اکنون دانشگاه دانشگاه بر ایلان در حدود ۲۴۵۰۰ دانشجو دارد. دانشکده‌های دانشگاه مذهبی برایلان عبارت‌اند از:
- دانشکده علوم عبری
- دانشکده علوم زیست شناسی
- دانشکده علوم پزشکی
- دانشکده مهندسی
- دانشکده علوم دقیق
- دانشکده علوم طبیعی
- دانشکده علوم انسانی
- دانشکده علوم یهودی
- دانشکده حقوق

در این دانشگاه  یک واحد خاص از مطالعات بین رشته‌ای نیز وجود دارد. در سطح کارشناسی، همانطور که اشاره شد، تمام دانشجویان موظف به گذراندن ده درس مربوط به مطالعات یهودی هستند.
دانشگاه بر-ایلان برنامه‌های ویژه‌ای را ارائه می‌دهد، از جمله برنامه لیسانس بین‌المللی خود که به طور کامل به زبان انگلیسی تدریس می‌شود و اولین دانشگاه در اسرائیل است که برنامه کاملی از مقطع کارشناسی به زبان انگلیسی ارائه می‌دهد. در حال حاضر، دانشجویان می‌توانند بین گرایش‌های ماکرو در اقتصاد، علوم سیاسی و جامعه‌شناسی، و گرایش میکرو در جرم‌شناسی، روان‌شناسی و جامعه‌شناسی برای دریافت مدرک بی‌ای انتخاب کنند. همچنین، می‌توانند رشته اصلی در رسانه‌ها با تخصص در ادبیات انگلیسی یا علوم سیاسی را انتخاب کنند. این مدارک به طور بین‌المللی تایید شده و برای دانشجویان از سراسر جهان باز است.
علاوه بر این، دانشگاه بر-ایلان برنامه‌ای آماده‌سازی برای مهاجرین جدید به اسرائیل برای ورود به دانشگاه‌های این کشور ارائه می‌دهد. همچنین، دانشگاه یک برنامه یک‌ساله به نام "برنامه تورات و ادب و انسانیت" را اجرا می‌کند که ترکیبی از مطالعات توراتی و دینی فشرده  برای مردان و زناندر کلاسهای از هم سوا و مطالعات دانشگاهی عمومی و دروس تاریخ یهودی. بسیاری از دانشجویان آمریکایی که در برنامه‌های عادی دانشگاه ثبت نام کرده‌اند، نیز این دروس تاریخ یهودی را برای پاسخ دادن به نیازهای مطالعات یهودی خود دریافت می‌کنند.

## دانش‌آموختگان مشهور
- تسیپی لیونی، سیاست‌مدار و رهبر حزب کادیما
- ایگال عمیر، دانشجوی افراطی رشته حقوق دانشگاه بر-ایلان که در تاریخ ۴ نوامبر ۱۹۹۴، اسحاق رابین، نخست‌وزیر وقت اسرائیل را به دلیل امضای پیمان اسلو و به رسمیت شناختن حقوق فلسطینیان به قتل رساند
- گیلا گملیل، وزیر اطلاعات اسرائیل
- یائیر لاپید، نخست‌وزیر سابق اسرائیل و رهبر حزب یش عتید